# Kanton Villefranche-de-Rouergue
Villefranche-de-Rouergue is een kanton van het Franse departement Aveyron. Het kanton maakt deel uit van het arrondissement Villefranche-de-Rouergue. Tot 22 maart 2015 omvatte het kanton 7 gemeenten. Op die dag werden, bij toepassing van het decreet van 21 februari 2014, de gemeenten Martiel, Savignac en Toulonjac opgenomen in het op die dag gevormde kanton Villeneuvois et Villefranchois en de gemeente Morlhon-le-Haut in het eveneens op die dag gevormde kanton Aveyron et Tarn.

## Gemeenten
Het kanton Villefranche-de-Rouergue omvat de volgende gemeenten:
- La Rouquette
- Vailhourles
- Villefranche-de-Rouergue (hoofdplaats)